# Józef Turski

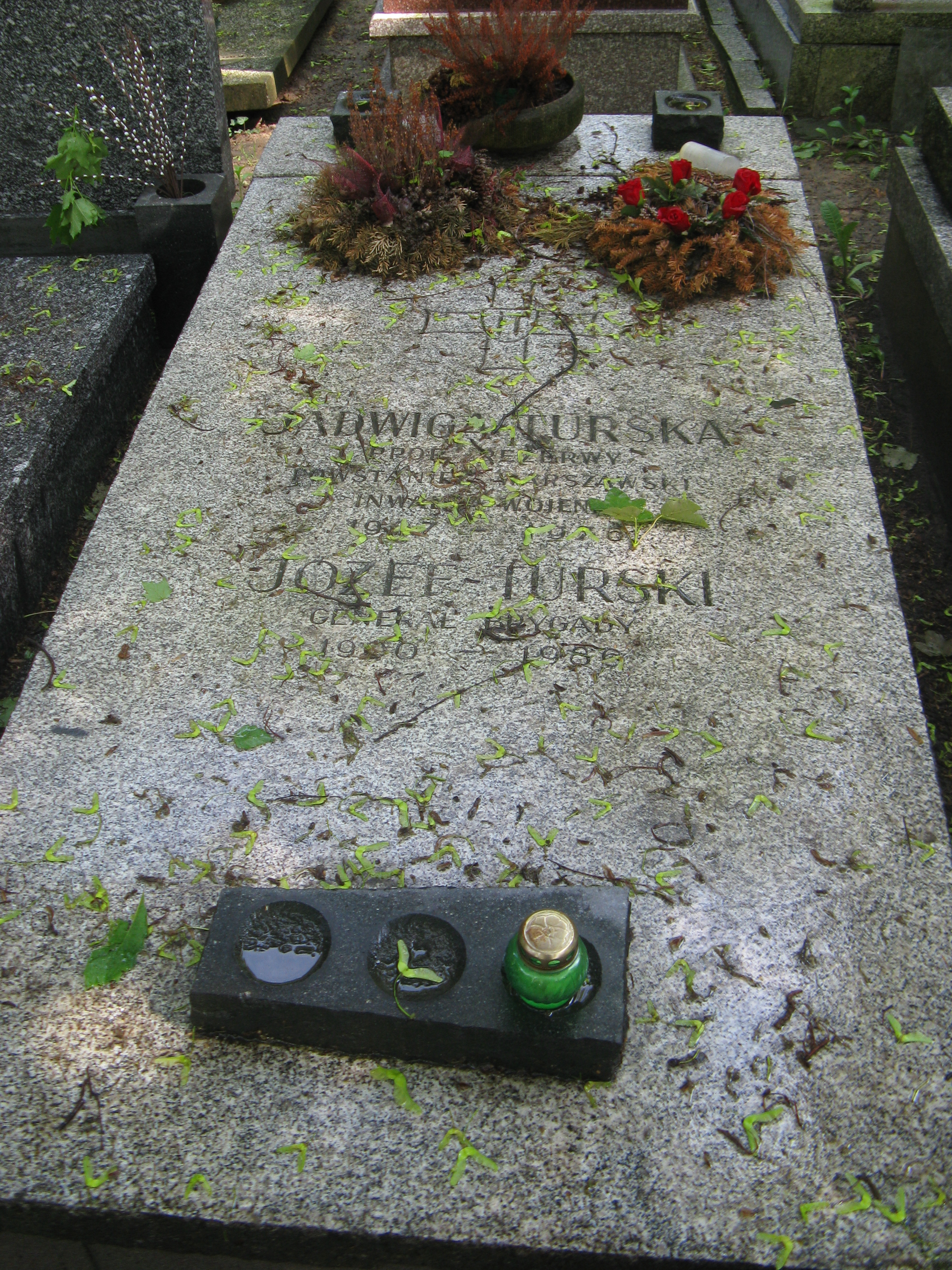
Grób Józefa i Jadwigi Turskich na cmentarzu Wojskowym na Powązkach

Józef Turski (ur. 3 maja 1900 w Szpetalu Górnym, zm. 6 września 1986 w Warszawie) – generał brygady Wojska Polskiego, szef Departamentu Kadr MON, członek Ogólnopolskiego Komitetu Frontu Jedności Narodu w 1958 roku.

## Życiorys
Urodził się w wielodzietnej rodzinie Stanisława (1868–1935), rolnika, i Walerii z Małeckich (1878–1924), miał 6 braci i 2 siostry. Od 1912 był kamieniarzem i pomocnikiem murarskim, w 1919 ukończył kurs telegrafii we Włocławku i został powołany do WP. Skończył szkołę oficerską jako telegrafista i instruktor. Walczył w wojnie polsko-sowieckiej 1920. W 1925 ukończył seminarium nauczycielskie i został nauczycielem we Włocławku. W 1927–1928 skończył wyższy kurs nauczycielski w Warszawie.
15 sierpnia 1929 roku Prezydent RP Ignacy Mościcki mianował go podporucznikiem ze starszeństwem z 1 lipca 1925 roku i 104. lokatą w korpusie oficerów rezerwy łączności, a minister spraw wojskowych przydzielił w rezerwie do 7 Samodzielnego Batalionu Łączności. Pozostawał wówczas w ewidencji Powiatowej Komendy Uzupełnień Lubicz. W 1934 roku pozostawał w ewidencji Powiatowej Komendy Uzupełnień Włocławek. Posiadał wówczas przydział do Centrum Wyszkolenia Łączności w Zegrzu.
Działacz Związku Młodzieży Ludowej od 1929, wiceprezes koła powiatowego we Włocławku, a 1934–1936 prezes wojewódzki tego Związku w Warszawie. 
W 1934 roku założył szkołę podstawową w podwarszawskich Markach. Był jej pierwszym dyrektorem (1934–1939), a po jego powołaniu do wojska, jego żona Jadwiga (1907–1976) przejęła zarządzanie szkołą. Działacz Związku Nauczycielstwa Polskiego, związany z jego lewicowym nurtem. W 1937 współorganizował strajk szkolny. W latach 1934–1938 studiował na Wydziale Prawa i Nauk Polityczno-Społecznych Wolnej Wszechnicy Polskiej.
W czasie kampanii wrześniowej 1939, w stopniu porucznika rezerwy łączności, został przydzielony do Ośrodka Zapasowego Telegraficznego „Zegrze”, zmobilizowanego przez Centrum Wyszkolenia Łączności. Razem z ośrodkiem ewakuował się do Dubna i Tarnopola, a następnie przeszedł na Węgry, gdzie był internowany do stycznia 1940. W lutym 1940 wstąpił do Wojska Polskiego we Francji. Odbył staż w Wersalu. W czerwcu 1940 dostał się do niemieckiej niewoli. W 1942 wstąpił do FPK, współredagował pisma konspiracyjne i kolportował wiadomości radiowe. 18 lutego 1945 uciekł podczas ewakuacji obozu.
Po powrocie do kraju pracował w Komisji Rehabilitacyjnej w Krakowie. Od lipca 1945 pracownik Departamentu Personalnego MON, od września kapitan łączności i szef Wydziału Personalnego Dowództwa Okręgu Wojskowego Nr II w Koszalinie. Od 1 grudnia 1946 kierował Wydziałem IV Departamentu Personalnego MON. 22 kwietnia 1947 został zastępcą szefa, a 6 października 1948 szefem tego Departamentu (1 grudnia 1951 departament zmienił nazwę na Departament Kadr MON). W lipcu 1952 został mianowany generałem brygady. W okresie stalinizmu był współodpowiedzialny za masowe represje wobec oficerów i żołnierzy. W kolejnych latach sprawował funkcję prezesa Zarządu Głównego Ligi Przyjaciół Żołnierza. W latach 1962–1965 pełnił funkcję attaché wojskowego przy Ambasadzie PRL w Sofii. W sierpniu 1966 pożegnany przez Głównego Inspektora Szkolenia WP gen. broni Jerzego Bordziłowskiego, po czym przeniesiony w stan spoczynku.
Zmarł 6 września 1986 w Warszawie, pochowany na cmentarzu Wojskowym na Powązkach (kwatera IIB7-2-16). W pogrzebie wzięła udział delegacja WP na czele z prezesem Zarządu Głównego Ligi Obrony Kraju gen. dyw. Zygmuntem Huszczą, który pożegnał zmarłego w imieniu WP.

## Awanse
W trakcie wieloletniej służby w Wojsku Polskim i ludowym Wojsku Polskim otrzymywał awanse na kolejne stopnie wojskowe:
- sierżant – 1921
- podporucznik rezerwy – 1929
- porucznik – 1940 (w Armii Polskiej we Francji)
- kapitan – 4 września 1945
- major – 17 października 1945
- podpułkownik – 2 kwietnia 1946
- pułkownik – 12 lipca 1947
- generał brygady – 3 lipca 1952

## Ordery i odznaczenia
- Order Sztandaru Pracy II klasy (1959)
- Order Krzyża Grunwaldu III klasy (1945)
- Krzyż Oficerski Orderu Odrodzenia Polski
- Krzyż Kawalerski Orderu Odrodzenia Polski (1946)
- Złoty Krzyż Zasługi (1947)
- Srebrny Medal „Siły Zbrojne w Służbie Ojczyzny” (1955)
- Medal 10-lecia Polski Ludowej
- Odznaka Weterana Wielkiej Wojny Ojczyźnianej (ZSRR, 1960)[7]